# Jorge Alayeto
Jorge Enrique Alayeto Bigott (c. 1972) es un comerciante hispano-venezolano. El 6 de agosto de 2017 fue detenido por funcionarios de la Dirección General de Contrainteligencia Militar (DGCIM) y trasladado a la sede del DGCIM de Boleíta. Alayeto denunció torturas y fue coaccionado para declarar que había sido el financista del ataque al fuerte de Paramacay, ocurrido el mismo día de su arresto. Fue procesado por la justicia militar, a pesar de ser civil, y mantenido incomunicado por un mes, hasta que se conoció su lugar de reclusión. Su audiencia judicial padeció de múltiples diferimientos y el estado de salud de Alayeto empeoró durante su encarcelamiento. Actualmente su caso está en etapa de juicio.
Las organizaciones de derechos humanos Foro Penal y Justicia, Encuentro y Perdón han incluido a Jorge Alayeto en sus listas de presos políticos en el país. Para marzo de 2025, Jorge Alayeto era el venezolano registrado de doble nacionalidad detenido por motivos políticos por más tiempo en el país.

## Detención
En la tarde del 6 de agosto de 2017, (DGCIM) lo detuvieron junto con su sobrino sin presentar una orden judicial mientras se encontraba con su familia en un evento de motocross en la hacienda San Luis en Tocuyito, en el estado Carabobo. Ambos fueron trasladados a la sede del DGCIM en la urbanización Boleíta, en Caracas, donde fue obligado a declarar bajo coacción. Ayaleto pudo comunicarse con su esposa al día siguiente mediante una llamada e informarle que estaba formalmente detenido, pero sin poder decir los motivos del arresto ni su lugar de reclusión.
El 9 de agosto fue trasladado a su residencia en Valencia, en Carabobo, que fue allanada. Los efectivos se llevaron varias pertenencias personales, incluyendo efectivo, divisas, pasaportes, lentes, computadoras, tablets, un dron y los teléfonos celulares de todos los presentes, además de robarse la camioneta familiar. Posteriormente dieron vueltas por todo el estado y lo llevaron a un área montañosa alejada, donde lo interrogaron nuevamente, intimidaron y amenazaron, hasta disparándole cerca del oído, para obligarlo a declarar que era el financista del ataque al fuerte de Paramacay que tuvo lugar el mismo día de su arresto.
Su audiencia de presentación tuvo lugar el 18 de agosto de 2017, más de 10 días después de su arresto, siendo presentado ante el Tribunal Militar Tercero de Control e imputado por los delitos militares de "instigación", "sustracción de efectos pertenecientes a la Fuerza Armada Nacional Bolivariana", "traición a la patria" y "ataque al centinela" a pesar de ser un civil. Alayeto denunció haber sufrido tortura y tratos crueles durante su audiencia de presentación. El tribunal ordenó la cárcel militar de Ramo Verde como centro de reclusión, en el estado Miranda. Permaneció incomunicado por un mes hasta que su esposa pudo conocer dónde estaba siendo recluido. Desde su audiencia preliminar pasaron más de dos años sin que tuviese juicio y con múltiples diferimientos de las audiencias, en violación al debido proceso, y más de un año sin que se pudiesen presentar pruebas y de la decisión de que todos los imputados serían juzgados de los mismos cuatro cargos. Su esposa ha rechazado las acusaciones y declarado que Alayeto tiene una coartada respaldada por testigos debido a que se encontraba en su casa el día del ataque a Paramacay.
El estado de salud de Alayeto se ha deteriorado durante su detención. Al ser golpeado por funcionarios de seguridad, se deshizo una intervención quirúrgica que tuvo en su hombro derecho previamente y le causó la dislocación de la clavícula (luxación acromioclavicular derecha no tratada), lo que también le ha generado dolor en la columna, la cabeza y el brazo derecho. También ha sufrido de complicaciones gastrointestinales, como ardor constante, fuertes dolores estomacales e inflamación de colon, al igual que problemas renales y cólico nefrítico. La cárcel militar de Ramo Verde no contaba con los recursos para ofrecer tratamiento, por lo que la familia tuvo que llevarle medicinas y pidió alguna medida humanitaria, sin que fuese concedida. Para diciembre de 2019, se habían realizado al menos dos requisas violentas en Ramo Verde, donde los reclusos han sido golpeados, se les ha robado la comida y ropa, y destrozado otras pertenencias. El 7 de julio de 2023 fue trasladado al Internado Judicial de Carabobo, más conocido como la cárcel de Tocuyito.
Las organizaciones de derechos humanos Foro Penal y Justicia, Encuentro y Perdón han incluido a Jorge Alayeto en sus listas de presos políticos en el país. Para marzo de 2025, Jorge Alayeto era el venezolano registrado de doble nacionalidad detenido por motivos políticos por más tiempo en el país. Actualmente su caso está en etapa de juicio.

## Vida personal
Jorge Alayeto tiene cinco hijos. Su madre falleció durante su encarcelamiento.